# Kurucles
Kurucles ([ˈkuɾutslɛʃ], en allemand : Kreutzenwinkel) est un quartier de Budapest.

## Situation
Le quartier de Kurucles est situé dans le 2e arrondissement de Budapest au pied du Libegő sur la route de Budakeszi.